# Przeszczepienie prącia
Przeszczepienie prącia – zabieg medyczny transplantacji chirurgicznej, w którym prącie jest przeszczepiane pacjentowi. Prącie może zostać pobrane od dawcy lub może być wyhodowane sztucznie, chociaż w tym ostatnim przypadku nie zostało jeszcze przeszczepione człowiekowi.

## Procedura allotransplatacji z 2006 roku
Pierwszy taki zabieg został przeprowadzony we wrześniu 2006 roku w szpitalu wojskowym w Chinach. Pacjent, 44-letni mężczyzna, stracił część swojego prącia w wypadku. Przeszczepiony penis pochodził od 22-letniego mężczyzny po śmierci mózgowej. Chociaż operacja zakończyła się sukcesem, w jej wyniku u pacjenta i jego żony wystąpił poważny problem natury psychologicznej. W rezultacie po 14 dniach przeszczep został usunięty. Po tym Jean-Michel Dubernard, który dokonał pierwszego na świecie przeszczepu twarzy, napisał, że przypadek "budzi wiele pytań i ma kilku krytyków". Nawiązywał do podwójnego standardu, pisząc:
Nie potrafię sobie wyobrazić, jakie byłyby reakcje wśród pracowników medycznych, specjalistów od etyki i mediów, gdyby europejski zespół chirurgiczny przeprowadził tę samą operację.
Jednym z krytyków był Piet Hoebeke, urolog rekonstrukcyjny z Belgii, który napisał list, w którym poruszył kwestię zaangażowania komisji etycznych, i skrytykował badanie za czas obserwacji wynoszący zaledwie 15 dni. Hoebeke twierdził, że udane anulowanie przeszczepu w ciągu dwóch tygodni nie zapowiada długotrwałych efektów, a nawet, że w tym czasie mogą nie ujawnić się niewystarczające zespolenia tętnicze. Szpital, który dokonał pierwszego przeszczepu, wydał później zbiór wytycznych, które m.in. zalecały ograniczenie procedury do osób z ciężkimi obrażeniami, które nie chcą poddać się tradycyjnej chirurgii rekonstrukcyjnej, zgodnie z opublikowanym w Asian Journal of Andrology miniprzeglądem zagadnień etycznych związanych z przeszczepem prącia.

## Prącie wyhodowane w laboratorium
W 2009 roku Anthony Atala i jego współpracownicy z The Wake Forest Institute for Regenerative Medicine w Karolinie Północnej przeszczepili 12 królikom prącia wyprodukowane z użyciem bioinżynierii. Wszystkie z nich były zdolne do kopulacji, a cztery spłodziły potomstwo. Przetestowano w ten sposób koncepcję, nad którą pracowano od 1992 roku, a której celem było stworzenie ludzkich penisów do przeszczepu. Wyprodukowano wersje testowe bioinżynieryjnych ludzkich penisów.

## Zabieg w Południowej Afryce z 2014 roku
W grudniu 2014 roku został wykonany pierwszy na świecie udany przeszczep prącia 21-letniemu mężczyźnie przez specjalistów pod kierownictwem urologa André van der Merwe z Uniwersytetu w Stellenbosch w Południowej Afryce. Zespół chirurgiczny obejmował urologa Andre van der Merwe i chirurga plastycznego Franka Graewe. Dziewięciogodzinna procedura wykorzystywała mikrochirurgię do połączenia naczyń krwionośnych i nerwów. Chory stracił prącie w wyniku obrzezania, przeprowadzonego u niego w wieku 18 lat. Od 13 marca 2015 r. zgłaszano, że biorca odzyskał funkcje w narządzie, w tym oddawanie moczu, erekcję, orgazm i ejakulację, ale oczekiwano, że pełne wyzdrowienie zajmie mu dwa lata. Lekarze, którzy przeprowadzili przeszczep, byli tym zaskoczeni; nie spodziewali się pełnego wyzdrowienia do około grudnia 2016 roku. Biorąc pod uwagę, że w niektórych częściach RPA często wykonuje się obrzezania z okazji przejścia chłopca w dorosłość, a są to często zabiegi niehigieniczne, często wykonywane przez niecertyfikowanych amatorów, lekarze stwierdzili, że RPA ma jedne z największych potrzeb w zakresie przeszczepów prącia na świecie. W 2015 roku biorca ogłosił, że z powodzeniem spłodził dziecko.

## Zabieg w Massachussets w Stanach Zjednoczonych z 2016 roku
W maju 2016 roku chirurdzy, pod kierownictwem Curtisa L. Cetrulo Jr. i Dickena S. C. Ko z Massachusetts General Hospital, Szkoły Medycznej na Harvardzie, wykonali przeszczep u 64-letniego mężczyzny z Halifax w Massachusetts. Chirurdzy wykazali, że możliwe jest wykonanie przeszczepu prącia przy użyciu nowej techniki alografów kompozytowych unaczynionych narządów płciowych (GUVCA) w celu zastąpienia utraconych tkanek pod wpływem konwencjonalnych leków immunosupresyjnych. Wyniki kliniczne tej pionierskiej procedury przeszczepu rekonstrukcyjnego w Stanach Zjednoczonych zostały opublikowane w "Annals of Surgery" w maju 2017 roku.

## Drugi zabieg w Afryce Południowej z 2017 roku
Uniwersytet w Stellenbosch jest jedynym ośrodkiem medycznym na świecie, który z powodzeniem przeprowadził dwa przeszczepy prącia.

## Program Uniwersytetu Medycznego Johna Hopkinsa
W grudniu 2015 roku New York Times poinformował, że chirurdzy z Johns Hopkins School of Medicine w Baltimore wkrótce przeprowadzą eksperymentalne operacje przeszczepu prącia na rannych weteranach i byli optymistycznie nastawieni do tego, by takie operacje mogły doprowadzić do osiągnięcia funkcji seksualnych i rozrodczych.
W kwietniu 2018 roku New York Times oznajmił, że chirurdzy z Johns Hopkins, pod kierownictwem W. P. Andrew Lee, wykonali pierwszy przeszczep prącia wykonany na ofierze walki i trzeci udany dotychczas przeszczep prącia. Ten przeszczep obejmował również mosznę, ale nie jądra, ze względów etycznych. Tożsamość pacjenta nie została ujawniona.